# 붉은시로미
붉은시로미(학명: Empetrum rubrum 엠페트룸 루브룸[*])는 진달래과의 아관목이다. 칠레의 탈카(남위 35도)부터 혼곶(남위 55도)에 이르는 지역 및 아르헨티나의 인접지, 그리고 대서양의 트리스탄다쿠냐제도와 남극해의 포클랜드제도에 분포한다.